# Кук (гора)
Кук — гора в Українських Карпатах, у південно-східній частині масиву Полонина Боржава.

## Географія
Розташована на межі Іршавського та Міжгірського районів Закарпатської області, на південний захід від смт Міжгір'я.
Висота гори — 1361 м.
Гора Кук до висоти 1200—1250 м вкрита буковими лісами з поодинокими деревами ялини і ялиці, вище — полонини з чорничниками. Верхів'я гори вкрито рослинністю антропогенного походження (журавлина, чорниця, біловус, щучник і тп.)
Головний масив гори простягається з півдня на північ (частково на північний захід) до сусідньої гори — Полонина Кук (1190 м, 48°30′5″ пн. ш. 23°24′1″ сх. д. / 48.50139° пн. ш. 23.40028° сх. д.). Південні відноги гори переходять у хребет за назвою Толяний. Південно-східні відроги простягаються в напрямку хребта Палений Грунь. Північно-східні схили вершини дуже круті та важкопрохідні.

## Панорама
З вершини відкривається широка панорама на Полонина Боржави (на північному заході; Стій, Великий Верх,Ма́гура-Жи́де), також Вододільний хребет (на півночі; Великий Яворник,Тростян, Чорна Ріпа), Ґорґани (на півночі і сході; Ґрофа, Паренки, Ігровець, Попадя, Петрос, Неґровець, Стримба) і Полонина Красна (на південному сході; Топас, Сигланський, Манчул). Крім того, на південному сході можна побачити на задньому плані вершини Свидовця (Татарука, Апецька), Мармароський масив (Farcăul, Петрос), Родня́нські гори (П'єтрос, Repede, Țapului) або гори Ціблеш (Bran). З південного боку вигляд на хребет Тупий і вдалині Західні Румунські гори, а на південному заході і заході Вигорлат-Гутинський хребет (пік Бужора), Синяк (Дунавка), Маковиця (однойменна вершина) і Вигорлат (Вітрова-Скала)

## Туризм
До села Нижній Бистрий через вершину Кука веде туристична стежка, позначена синім кольором. Він є продовженням ділянки червоного Закарпатського туристичного шляху, що веде від Воловця головним хребтом Полонини Боржави, яка на проміжній вершині Полонина Кук (1189 м) повертає на захід і спускається до Міжгір’я.

## Цікаві факти
Найкраще про гору Кук сказав у своїй повісті "Ілько Липей" великий любитель Верховини міжгірчанин письменник Василь Гренджа-Донський. "Бути в Карпатах і не побувати на горі Кук,- пише  Гренджа-Донський,- це все одно,що бути в Римі і не бачити Папи Римського". Ці слова знаного письменника,одного з героїв Карпатської України,земляка і найближчого співробітника Президента  Карпатської України Августина Волошина - найліпша рекомендація для тих,хто хоче відвідати гору .
Гренджа-Донський(друга частина прізвища спочатку служила псевдонімом,а потім офіційно узаконена як прізвище) у вільний час любив  відвідувати Кук,щоб відпочити від напруженої письменницької праці і перипетій політичної боротьби,половити в струмку Козяй прекрасних золотистих пстругів. Тут він зустрів одного разу відомого розбійника-опришка,грозу лихварів-євреїв Ілька Липея,в минулому свого шкільного товариша.Ілько розповів про своє опришківське життя.Василь Донський під враженням розповіді Липея  вирішив написати повість,подібно тому як чеський письменник  Іван Ольбрахт написав свою знамениту повість  "Микола Шугай розбійник". Скоро після їх зустрічі Ілько Липей загинув в перестрілці з чеськими жандармами.А Василь Донський слова дотримав і повість написав.Читається вона не з меншим інтересом,як повість про іншого опришка- Миколу Шугая.
- Кук— одна з найближчих до смт Міжгір'я вершин Боржавського масиву.
- На південь від гори розташований Річанський зоологічний заказник.
- На східних схилах гори бере початок струмок Козяй а на західних річка Васькова.
- У 1912 році підприємством «Dolhai Faipari Rt.» була споруджена лісова вузькоколійка. Вона проходила лівим берегом Боржави, лісова колія під'єднувалась до мережі колій Боржавської залізниці і вони разом прямували до станції Суха-Бронька. В цьому місці лісова колія повертала на схід в долину річки Бронька. Далі колія проходила вузькою долиною до пралісів під полониною Кук (1365 м н.р.м.). Тут вона роздвоїлась і одна гілка йшла на південь, під гору Кичера (903 м н.р.м.). Довжина цієї вузькоколійки становила 21 км. Відрізок вузькоколійки Суха—Бронька— Кук демонтовано у 1990 році. В 1930—1931 роках «Акціонерне товариство з перероблення деревини» збудувало нову гілку вузькоколійки на ділянці Кушниця—Лисичово—Репинне, завдовжки 4,2 км. Незабаром від пилорами в Кушниці було прокладено ще одну гілку залізниці, яка пролягла долиною Кушницького потоку до села Лисичово, а далі глибокою долиною Васькового потоку, де за будинком лісника розділювалась на три відгалуження. Перше відгалуження пролягало долиною Репинного потоку до пралісів під гору Камінь (підніжжя гори Кук), друге — долиною Сільського потоку під гору і перевал Присліп, третє — вздовж потоку Версіль під гору Звур. Ця вузькоколійка була демонтована у 1986 році.

## Галерея

Засніжений Кук
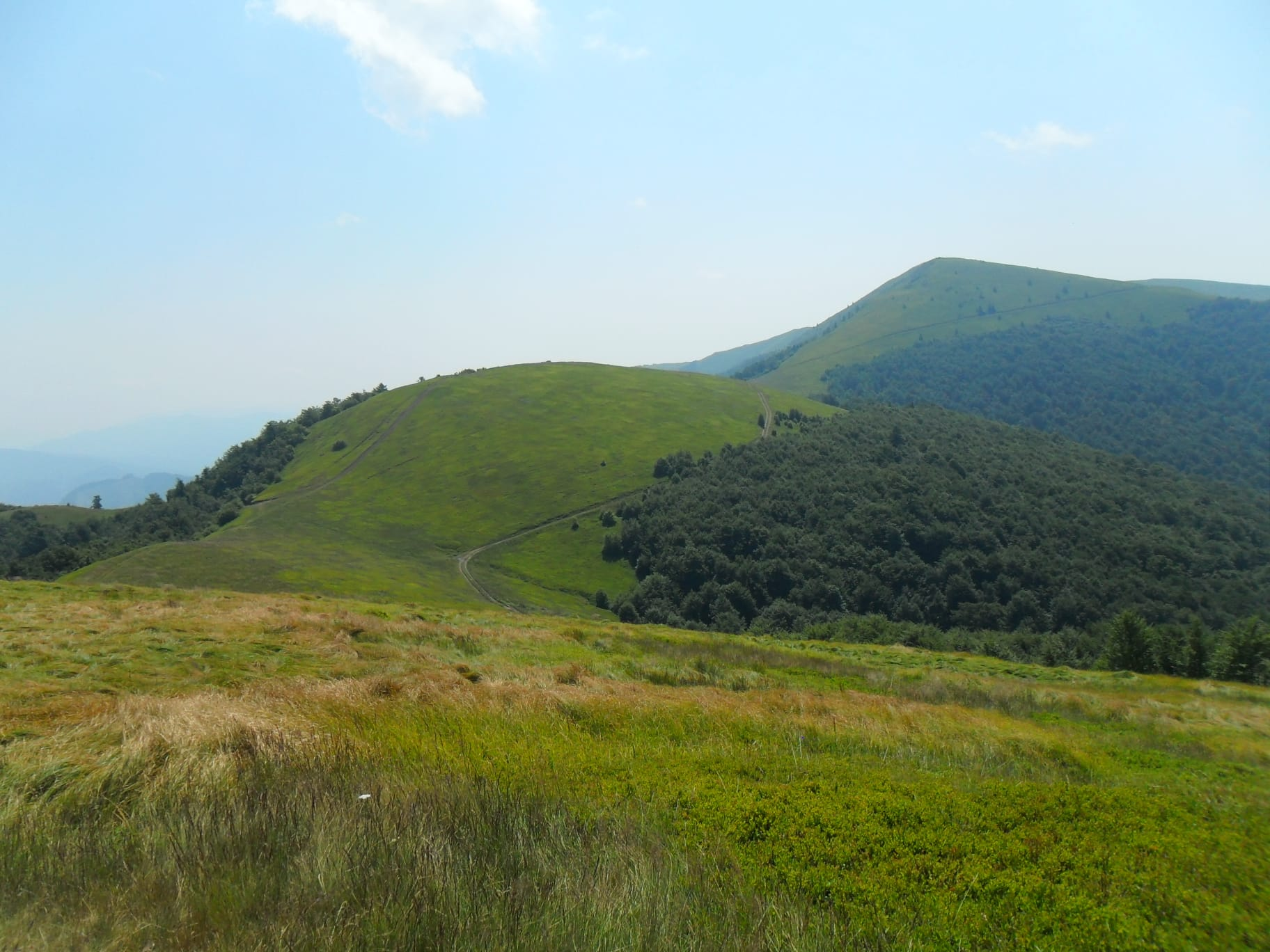
Вид з гори Кук
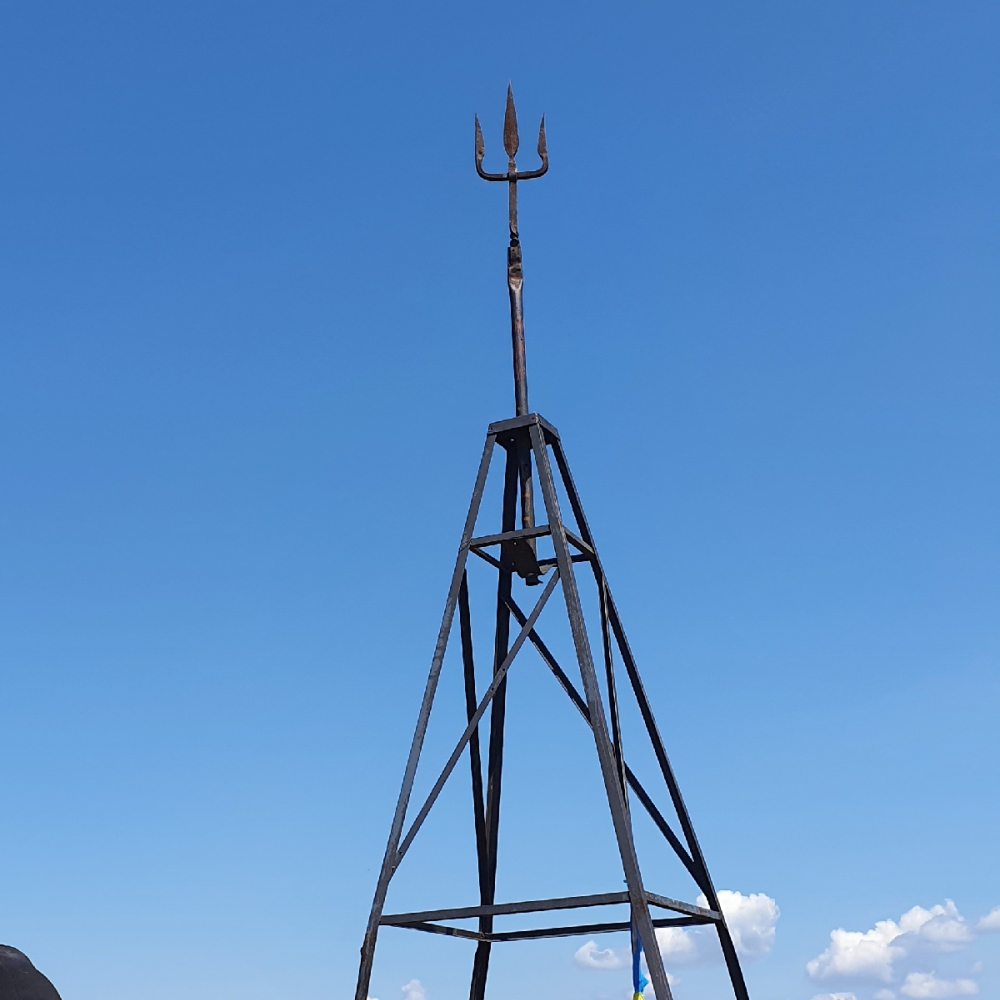
На вершині
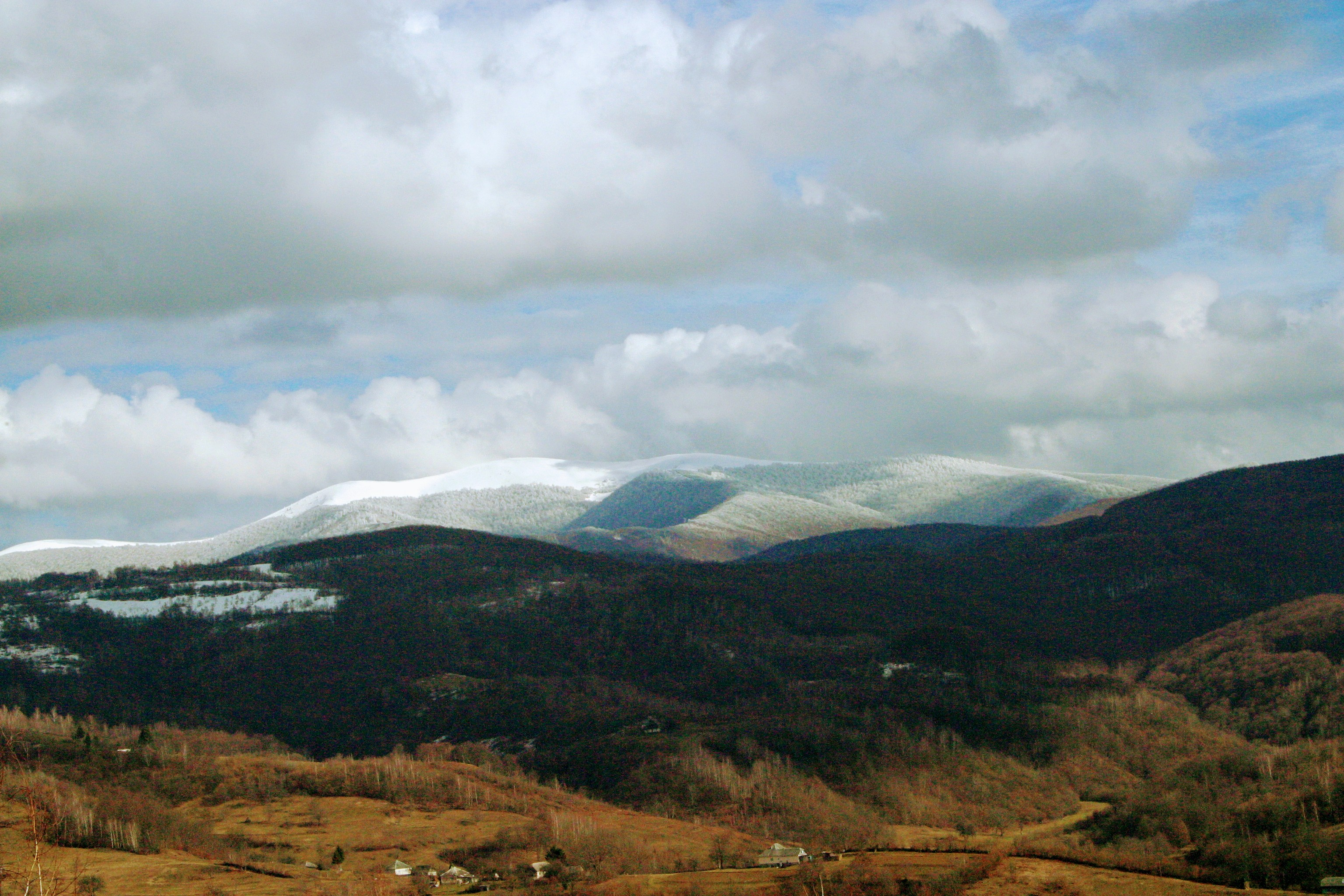
Вид з " Борсучин" на Кук
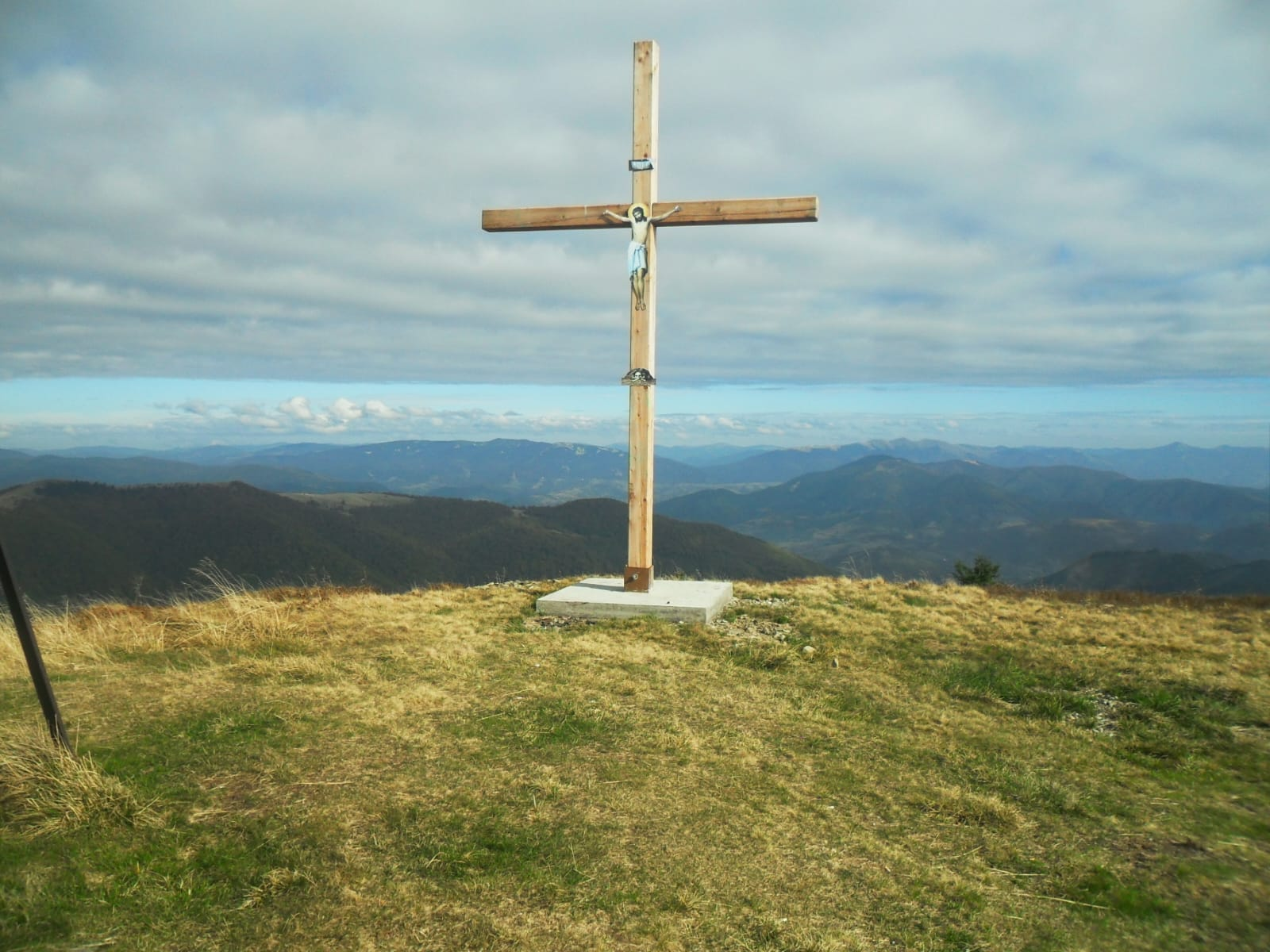
Хрест на вершині гори Кук
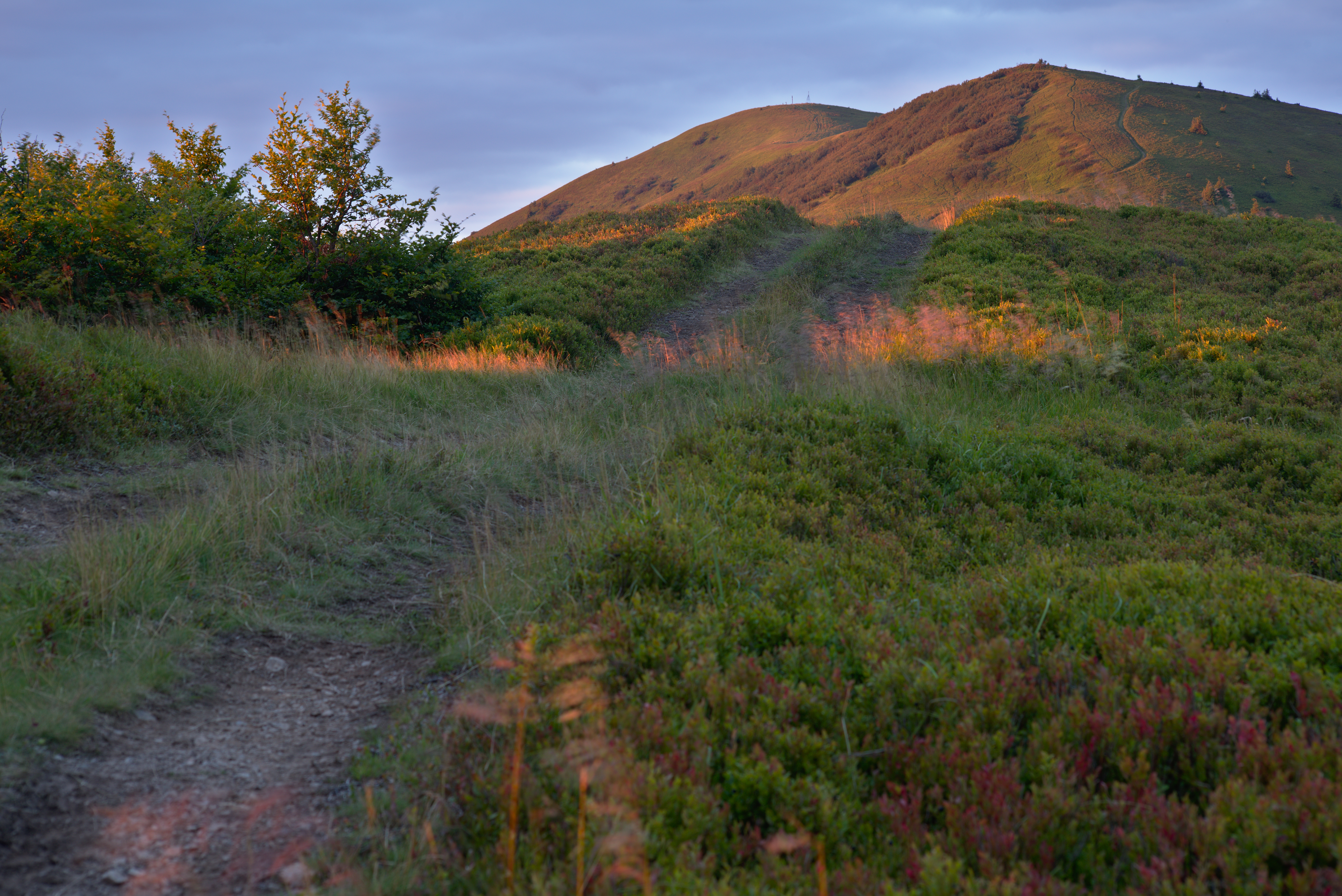
Полонина Кук
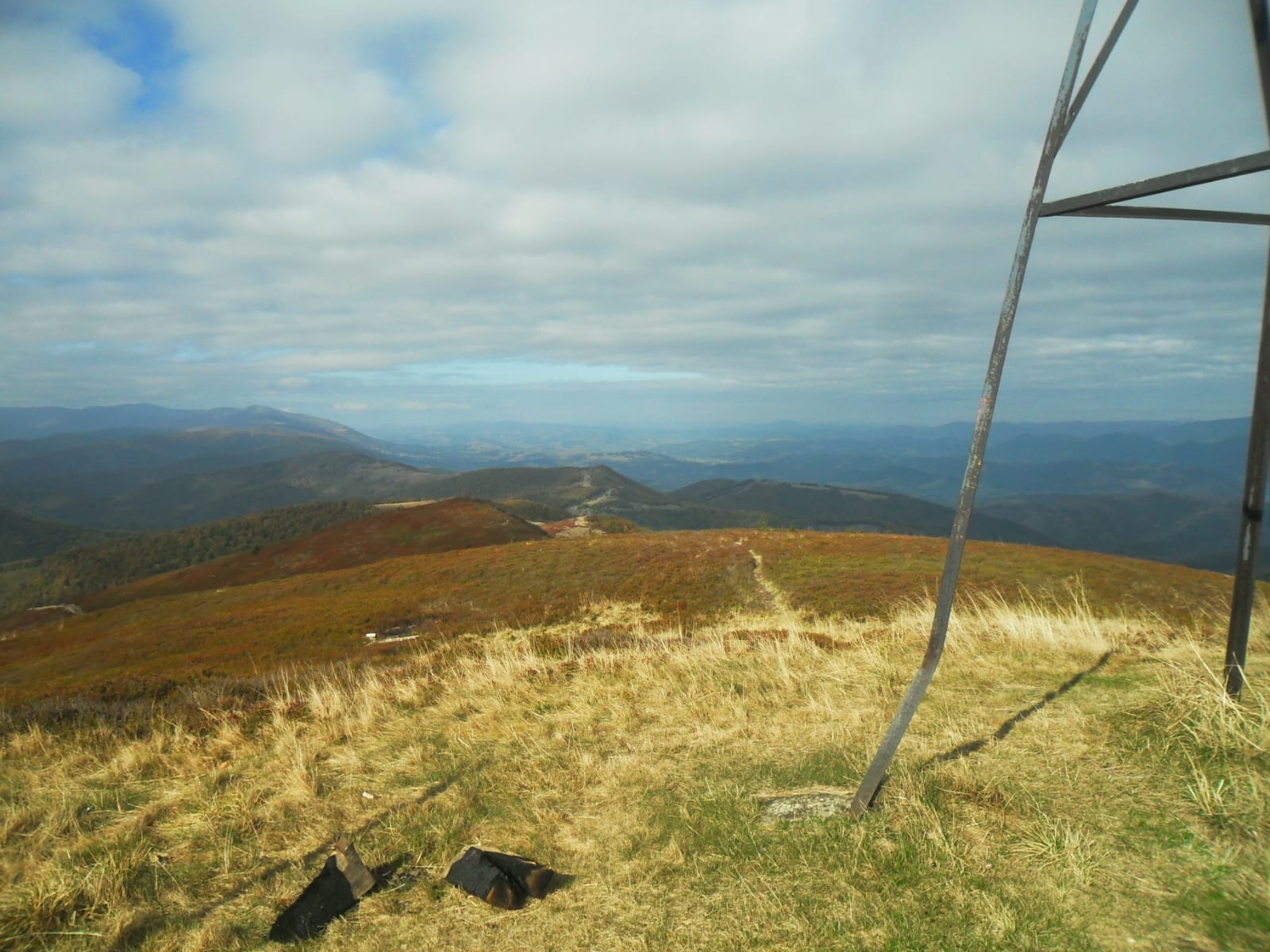
Вид з вершини
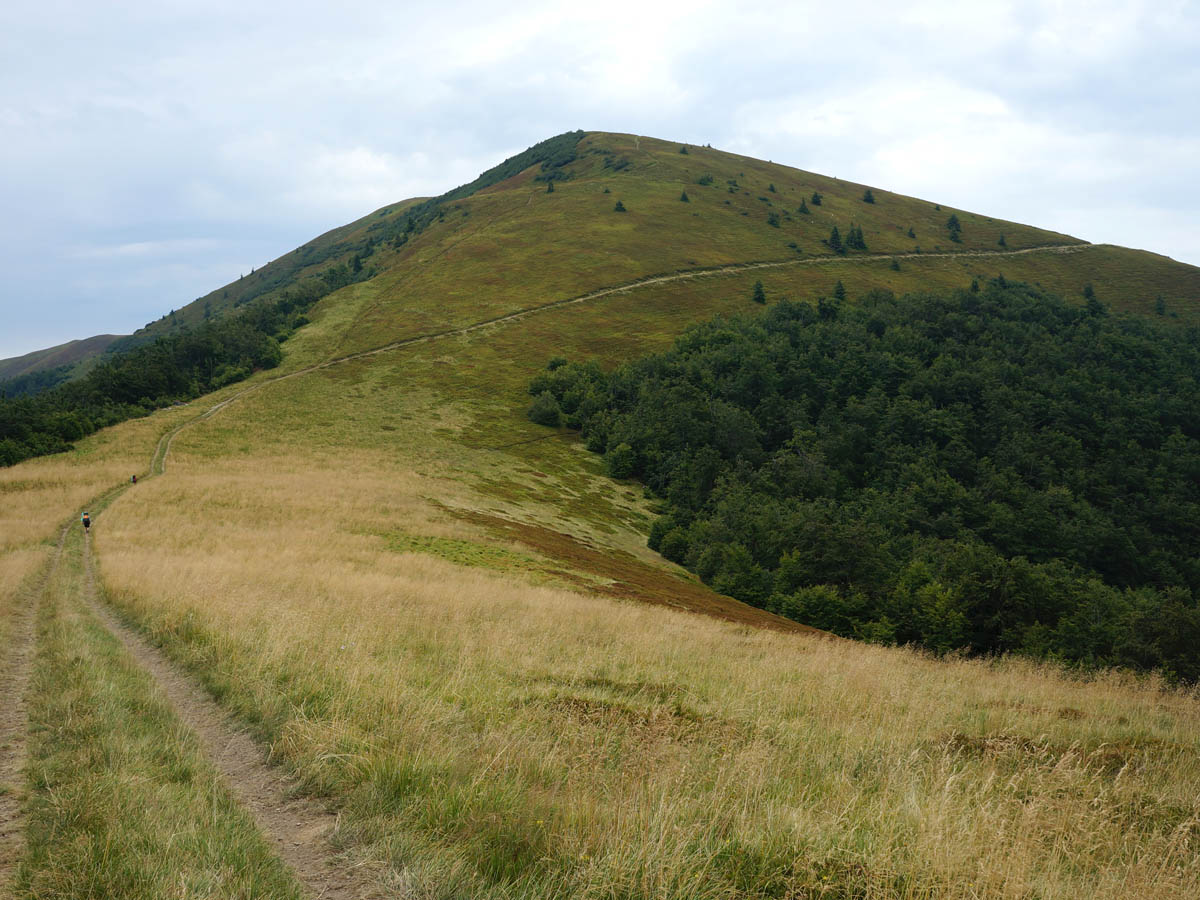
Кук
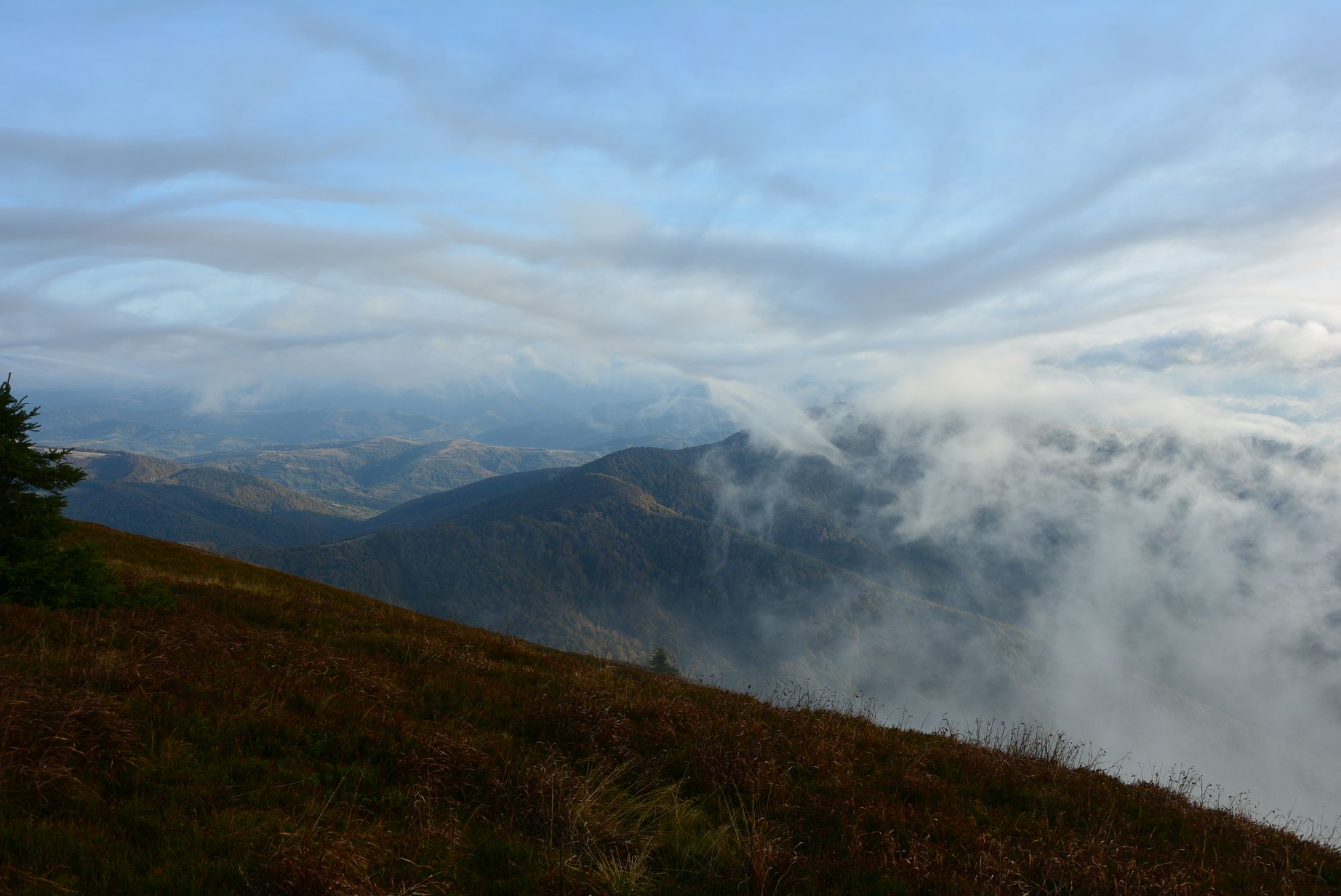
Панорама з вершини